# Pedaria decorsei
Pedaria decorsei là một loài bọ cánh cứng trong họ Bọ hung (Scarabaeidae).